# Улица Магдалеэна
У́лица Магдале́эна (эст. Magdaleena tänav) — улица в Таллине, столице Эстонии.

## География
Пролегает в микрорайоне Китсекюла городского района Кесклинн. Начинается от Пярнуского шоссе, пересекается с улицами Асула-пыйк и Марта, заканчивается на перекрёстке с улицей Тонди.
Протяжённость — 516 м.

## История

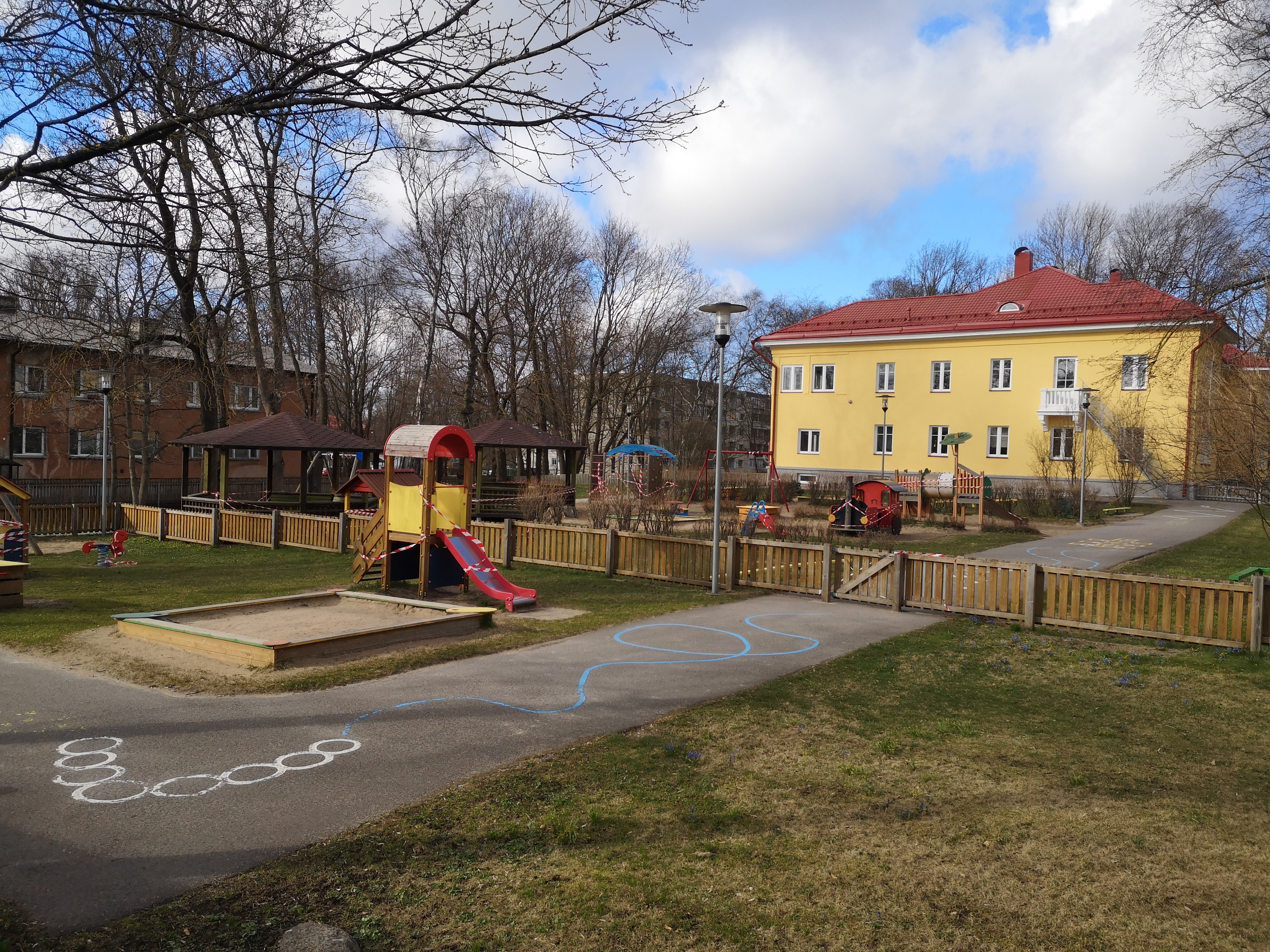
Детский сад «Куллатера» в начале пандемии COVID-19, апрель 2020 года

Улица получила своё название в 1916 году в честь находившегося там приюта Святой Магдалины. На русском языке называлась Магдалиненская улица, на немецком — Magdalenenstrasse. В 1939 году решением Таллинского горсовета была переименована в улицу Майму (эст. Maimu tänav); 27 июня 1950 года получила название улица Ластеайа (эст. Lasteaia tänav, с эст. «детсадовская»). Историческое название было восстановлено 18 октября 1991 года.
Общественный транспорт по улице не курсирует.

## Застройка
Улица в основном застроена двух- и трёхэтажными жилыми домами 1930-х и 1960-х годов постройки. Пятиэтажный квартирный дом № 3 построен в 2002 году. На его первом этаже работает ресторан тайской кухни «Нуудель» («Nuudel»).
По адресу улица Магдалеэна 11 находится детский сад «Куллатера» (эст. Tallinna Kullatera Lasteaed).
Рядом с улицей расположено Отделение Магдалеэна Ида-Таллинской Центральной больницы, имеющее регистрационный адрес Пярнуское шоссе 104 (Pärnu mnt 104).
На улице расположено здание Северо-Эстонского общества слепых (эст. Põhja-Eesti Pimedate Ühing), имеющее регистрационный адрес улица Тонди 8 (Tondi tn 8).